# Andrés Simón
Andrés Simón Gómez (Guantánamo, 15 settembre 1961) è un ex velocista cubano, campione mondiale indoor dei 60 metri piani a Budapest 1989.

## Record nazionali

### Seniores
- Staffetta 4×100 metri: 38"00 ( Barcellona, 8 agosto 1992) (Andrés Simón, Joel Lamela, Joel Isasi, Jorge Aguilera)

## Palmarès
| Anno | Manifestazione      | Sede         | Evento      | Risultato  | Prestazione | Note             |
| ---- | ------------------- | ------------ | ----------- | ---------- | ----------- | ---------------- |
| 1985 | Campionati CAC      | Nassau       | 100 m piani | Oro        | 10"22       |                  |
| 1985 | Universiadi         | Kōbe         | 100 m piani | Argento    | 10"28       |                  |
| 1985 | Universiadi         | Kōbe         | 4×100 m     | Oro        | 38"76       |                  |
| 1986 | Giochi CAC          | Santiago     | 100 m piani | Oro        | 10"29       |                  |
| 1986 | Giochi CAC          | Santiago     | 4×100 m     | Oro        | 38"74       |                  |
| 1987 | Mondiali indoor     | Indianapolis | 60 m piani  | Semifinale | 6"72        |                  |
| 1987 | Giochi panamericani | Indianapolis | 100 m piani | 5º         | 10"55       |                  |
| 1987 | Giochi panamericani | Indianapolis | 4×100 m     | Argento    | 38"86       |                  |
| 1987 | Mondiali            | Roma         | 100 m piani | Semifinale | 10"24       |                  |
| 1989 | Mondiali indoor     | Budapest     | 60 m piani  | Oro        | 6"52        | Record nazionale |
| 1989 | Campionati CAC      | San Juan     | 100 m piani | Argento    | 10"34       |                  |
| 1991 | Mondiali indoor     | Siviglia     | 60 m piani  | 5º         | 6"61        |                  |
| 1992 | Giochi olimpici     | Barcellona   | 4×100 m     | Bronzo     | 38"00       |                  |
| 1993 | Mondiali indoor     | Toronto      | 60 m piani  | 7º         | 6"63        |                  |
| 1993 | Mondiali            | Stoccarda    | 4×100 m     | 4º         | 38"39       |                  |
| 1993 | Giochi CAC          | Ponce        | 100 m piani | Argento    | 10"49       |                  |
| 1996 | Giochi olimpici     | Atlanta      | 4×100 m     | 6º         | 39"39       |                  |